# Ефимовский район
Ефи́мовский райо́н — административно-территориальная единица Ленинградской области, существовавшая с 1927 по 1965 годы.
Административный центр — посёлок Ефимовский.

## История
Был образован в сентябре 1927 года в составе Череповецкого округа Ленинградской области, тогда же создан районный комитет партии (протокол бюро РК 3 сентября 1927 года).
Ефимовский район был образован из частей территории Устюженского (части Соминской и Советской вол.) и Тихвинского уездов (части Пикалевской и Борисовщинской вол.). По территории это был самый крупный район Череповецкого округа (4855 км²). Район был весьма богат реками, из которых главной являлась судоходная и сплавная река Чагодоща. К сплавным рекам района относились притоки Чагодощи — Тушемля, с Лощинкой, Горюн, Смердомля, Лидь, Устинка, приток Лиди — Нежиковка, впадающая в Суду-Колпь с притоками — Крупенью и Крупеницей, судоходная река Соминка, соединяющая озеро Сомино и озеро Важанское, приток Соминки — Голоденка (Заголоденка), Валчина (Валчинка) с Быстрой. Здесь же находится Тихвинский канал и ряд шлюзов Тихвинской системы.
Населения в районе составляла 25 241 человек, и, в связи с большой территорией, район являлся одним из наиболее слабо заселенных в округе. В районе в большом количестве были представлены вепсы (чухари), всего около 3239 человек, и карелы (2073 чел.). Из 38 сельсоветов, входивших в район, крайний отстоял от райцентра на 80 км.
Район высоколесный, являлся типичным представителем района экстенсивного сельского хозяйства. Полеводство имело зерновое направление с уклоном к картофелесеянию. Так же экстенсивными чертами характеризовалось животноводство, крупный рогатый скот содержался для получения навоза. Кустарные промыслы были развиты крайне слабо (ими занималось около 300 лиц), и весьма был сильно развит отход. Всего на заработки уходило свыше 4000 человек, главным образом на лесозаготовки (1150 чел.) и на транспортировку леса (1330 чел.). Из цензовых промышленных заведений в районе имелись Китовский лесопильный завод (130 рабочих), Соминский лесопильный (бездействует), Советский клепочный (44 рабочих) и Великосельский клепочный (152 рабочих) заводы.
Торговых предприятий было 36 с общим оборотом 977 тыс. руб. (по частным заведениям 157 тыс.). Район пересекала Северная железная дорога с крупнейшими здесь станциями Ефимовской и Заборье. Районный центр был перенесен на станцию Ефимовскую, где раньше не было волостного центра. Население станции Ефимовекой составляло 513 человек.
Бюджет района на 1927/1928 годы составлял 153 тыс. руб. Из культурно-просветительных учреждений в районе имелись 41 школа, 4 избы-читальни и 4 библиотеки. Из врачебно-санитарных учреждений — 1 больница и 6 фельдшерских пунктов.
25 июля 1952 года Анисимовский, Стругский, Самойловский и Окуловский сельсоветы Ефимовского района перешли в состав вновь образованного Бокситогорского района.
1 февраля 1963 года Ефимовский район был преобразован в Ефимовский сельский район, в который также вошли некоторые сельсоветы упразднённых Бокситогорского и Капшинского районов. При этом Ефимовский районный совет депутатов трудящихся был передан в подчинение Ленинградскому областному (сельскому) совету депутатов трудящихся.
В 1964 году административный центр района Ефимовский получил статус посёлка городского типа.
12 января 1965 года Ефимовский сельский район был упразднён, его территория вошла в состав вновь образованного Бокситогорского района.

## Население
По итогам всесоюзной переписи населения 1939 года население района составило 33 985 человек, в том числе русские — 83,40 %, вепсы — 8,95 %.
По итогам всесоюзной переписи населения 1959 года население района составило 28 562 человек, в том числе в райцентре посёлке Ефимовский — 4624 чел.